# Yemişçi Hasan Pacha
 Yemişçi Hasan Pasha (albanais) Jemishxhi 1535, région de Rogovë, Kosovo – 18 octobre 1603, à Istanbul, Turquie) est un homme d'État ottoman.

## Biographie
Hasan, est un Albanais qui passe son enfance dans la région de Rogovë, puis à Prizren, où il reçoit sa première éducation. Il poursuit sa formation à l'académie militaire d'Istanbul. Après sa carrière dans l'armée il est nommé  grand vizir de l'Empire ottoman de 1602 à 1603. Il est exécuté sur ordre du sultan Mehmed III en 1603.
Il reçoit le surnom de « Damat »  (c'est-à-direː jeune marié) pour avoir épousé  Ayşe Sultan (en), une fille du sultan Mourad III, le 5 avril 1602 qui avait précédemment été la femme de  Damat Ibrahim Pacha et qui épousera ensuite Damat Güzelce Mahmud Pacha